# Alexander Caldwell

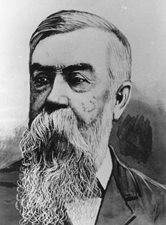
Alexander Caldwell

Alexander Caldwell (* 1. März 1830 in Drakes Ferry, Pennsylvania; † 19. Mai 1917 in Kansas City, Missouri) war ein US-amerikanischer Politiker und Unternehmer.

## Leben

### Frühe Jahre
Alexander Caldwell wurde als Sohn von James Caldwell, eines gebürtigen Iren und Jane Matilda Drake im Huntingdon County geboren. Seine Mutter war eine Nachfahrin des bekannten britischen Freibeuters Francis Drake. Caldwells Vater diente als Infanterist im Mexikanisch-Amerikanischen Krieg und fiel im September 1847 in der Schlacht von Chapultepec, als Alexander erst 17 Jahre alt war.
Caldwell begann in jungen Jahren als Schreiber in einem Lagerhaus im Lancaster County zu arbeiten, trat jedoch nach dem Tod seines Vaters selbst in die Armee ein und kämpfte als Private auf zahlreichen mexikanischen Kriegsschauplätzen, darunter in Puebla, Contreras und Churubusco und zuletzt in Mexiko-Stadt. 1849 kehrte er in die USA zurück, wo er als Angestellter Arbeit in der First National Bank of Columbia fand. Hier lernte er jene betriebswirtschaftlichen Zusammenhänge kennen, die ihn im späteren Verlauf seines Lebens noch von Nutzen sein würden.
Caldwell kam im Herbst 1861 nach Leavenworth (Kansas). Er gründete das Transportunternehmen A. Caldwell & Company, dessen Aufgabe es war, Proviant und Nachschub für die kämpfenden Soldaten des Sezessionskriegs westlich des Monroe River zu liefern. Auf diesem Weg lernte er auch Brigham Young, den Anführer der Mormonen kennen, dessen Glaubensgemeinschaft Caldwell mit Geld subventionierte. Auf dem Zenit seines Unternehmens beschäftigte Caldwell knapp 5000 Männer und verfügte – in einer Zeit vor der Erfindung von Eisenbahnen – über 60 000 Ochsenfuhrwerke.
Mit der Erfindung der Eisenbahn veränderte sich auch Caldwell beruflich. Er bekam 1866 den Auftrag, die heutige Missouri Pacific Railroad zwischen Kansas City und Leavenworth zu errichten. 1869 wurde die Bahn nach Atchison erweitert. Mit anderen Eisenbahnunternehmern gründete Caldwell die Kansas Central Railroad Company, deren Vizepräsident er wurde. Schon bald war er einer der wirtschaftlich erfolgreichsten Unternehmer von Kansas.

### Politische Karriere
1870 kandidierte Caldwell mit Erfolg als Parteimitglied der Republikaner für einen Sitz im Senat der Vereinigten Staaten in Washington. Er trat sein Amt am 4. März 1871 an. Doch konnte Caldwell der Laufbahn eines Politikers wenig abgewinnen. Bereits zwei Jahre später, am 24. März 1873, legte er sein Mandat nieder. Trotz der kurzen Amtszeit gelang es Caldwell, einige wichtige Reformen und Gesetze zu verabschieden. So wurde unter seiner Führung das Bundesgefängnis Leavenworth gegründet. Auch wurde ein Altenheim für Kriegsveteranen gegründet.

### Späteres Leben
Caldwell gründete 1874 die Kansas Manufacturing Company, deren Präsident er bis 1888 blieb. Die Produktion von Eisenbahnen bot Hunderten Männern Arbeit; auch zählte sein Unternehmen zu den wichtigen Wirtschaftsfaktoren des Westens. Als um 1890 die First National Bank at Leavenworth gegründet wurde, beteiligte sich Caldwell mit einer Geldeinlage an der Bank. Im Januar 1897 wurde er zum Präsidenten der Bank gewählt, ein Amt, das er bis zu seinem Tod, zwei Jahrzehnte später, innehatte.

### Privatleben
Alexander Caldwell war verheiratet und bekam mit seiner Frau, Mace A. Heise, drei Töchter. Seine jüngste Tochter, Pattie, starb 1889, im Alter von 18 Jahren, unter nicht näher bekannten Umständen.
Er starb im Mai 1917, im Alter von 87 Jahren.